# Karma yoga
Le Karma yoga  ou Karmayoga (sanskrit devanāgarī : कर्मयोग ; de karma, « action », et yoga, « union ») désigne le yoga de l'action désintéressée. Basé sur les enseignements de la Bhagavad-Gîtâ, l'un des écrits fondamentaux de l'hindouisme extrait du Mahābhārata, c'est l'une des quatre voies (margas) traditionnelles du yoga.
Plusieurs sages contemporains, de Râmakrishna à Sri Aurobindo, ont souligné que c'est un yoga particulièrement bien adapté à notre époque et aux conditions de vie du monde moderne.

## Historique
La Bhagavad-Gîtâ est un poème épique composé entre le Ve siècle av. J.-C. et le IIe siècle av. J.-C.. Le chapitre III porte le titre de Karma-Yoga : c'est un dialogue entre le prince Arjuna et le conducteur de char Krishna qui a trait au juste accomplissement de l'action. C'est par une métaphore sur fond de guerre dynastique que ce texte hindou introduit les bases philosophiques du Karma yoga.

## L'action désintéressée
La pratique du karma-yoga est basée sur le détachement des fruits de l'action. Ainsi, il est dit dans la Bhagavad-Gîtâ : « Tu as le droit à l'action, mais seulement à l'action et jamais à ses fruits ; que les fruits de ton action ne soient point ton mobile ». Swami Vivekananda dit à ce propos : « ne désirez pour ce que vous faites ni louanges ni récompenses. [...] Toute idée d'obtenir quelque chose en récompense de notre travail entrave notre développement spirituel et finit par nous apporter la souffrance. » Il s'agit d'agir de façon désintéressée, sans désir (sanskrit IAST : niṣkāmakarma (en)).
Le karma-yogin agit de façon impartiale et impersonnelle, avec effacement de son ego (ahamkara) et équanimité : « Il n'a pas d'espoirs personnels, il a rejeté tout sens de possessivité. Satisfait de ce qui lui échoit sans qu'il l'ait recherché, ayant franchi les dualités, n'enviant personne, égal dans l'échec et le succès, il n'est pas enchaîné alors même qu'il agit. »
Swami Brahmananda disait aux novices de son ordre : « Si vous désirez travailler comme il le faut, vous devez ne pas perdre de vue deux grands principes :en premier lieu, un profond respect pour le travail entrepris ; en deuxième lieu, une indifférence complète à ses fruits. C'est ce qu'on appelle le secret du Karma-Yoga. »
En plus de ce détachement vis-à-vis des résultats des actions entreprises, le karma-yogin ne doit pas se considérer comme l'auteur de l'action. Ainsi, Sri Aurobindo dit qu'il faut « agir comme un instrument dans le travail » et que « c'est un grand secret de la sâdhanâ de savoir comment faire les choses par le Pouvoir qui est derrière nous ou au-dessus de nous, au lieu de tout faire par un effort du mental ».
Le terme sanskrit naishkarmya-siddhi (IAST : naiṣkarmyasiddhi), la « perfection de la libération des actes », désigne la finalité du karma-yoga,; c'est la libération de tout karma grâce au non-attachement à l’action et à ses fruits. Naishkarmya peut être traduit par « non-agir » et rapproché du wuwei de la philosophie chinoise.
À l’époque moderne, le terme karmayoga est souvent pris au sens de service social.

## Comparatif avec les autres yogas
Dans la Bhagavad-Gîtâ, la pratique du Karma-Yoga est combinée à celle du Bhakti-Yoga. Ainsi, Krishna, qui représente la divinité, enseigne à Arjuna : « Fais toutes les actions pour l'amour de Moi » ; « Quoi que tu fasses, fais-en une offrande à Moi. Ainsi tu seras libéré des résultats bons ou mauvais qui constituent les chaînes de l'action. »
Adi Shankara (un célèbre maître de la tradition advaïtine) pense que les actes, soumis à la relativité, ne peuvent nous libérer du karma. Il reconnaît une certaine valeur en termes de purification dans les voies du Karma-Yoga et du Bhakti-Yoga. Mais pour lui, seule la pratique du Jnana-Yoga permet d'atteindre la délivrance de l'ignorance de sa propre nature.
Cependant, Swami Vivekananda, Sri Aurobindo et aujourd'hui Mata Amritanandamayi ont largement revalorisé le Karma-Yoga. Swâmi Râmdas allait même jusqu'à dire : « Sans Karma-Yoga, le Jnâna-Yoga et le Bhakti-Yoga ne sont que de l'égoïsme spirituellement magnifié. »
Swâmi Sivânanda a affirmé son efficacité à part entière : « certains pensent que le Karma-Yoga est un type inférieur de yoga... C'est là une grande erreur. »
La pratique du Karma-Yoga n'exclut pas celle des autres yogas, qu'il peut enrichir, mais il peut aussi se suffire à lui-même. Sri Aurobindo dit à ce sujet :« il faut faire [le travail] avec la juste attitude et dans la juste conscience, et alors il est aussi fructueux que peut l'être n'importe quelle méditation. » « Il ne peut pas y avoir de Karma-Yoga sans la volonté de se débarrasser de l'ego, de rajas et du désir, qui sont les sceaux de l'ignorance... Le travail accompli dans cet esprit est tout à fait aussi efficace que la bhakti ou la contemplation. »
Jean Herbert précise que le Karma-Yoga ne comporte pas de danger pour celui qui le pratique, même si cela est fait seulement à partir d'écrits et sans la présence d"un maître, alors que les autres types de yoga peuvent présenter « de graves dangers s'ils sont pratiqués sans la surveillance et la direction constantes d'un maître techniquement, moralement et spirituellement compétent ».

## Conception métaphysique
Le Karma-Yoga n'est lié à aucune conception métaphysique ou religieuse : « le karma-yogin n'a besoin de croire à aucune doctrine, quelle qu'elle soit. Il peut même ne pas croire en Dieu, il peut ne pas se demander ce qu'est son âme, il peut ne se livrer à aucune spéculation d'ordre métaphysique. »
Néanmoins, étant donné que les grands maîtres hindous sont profondément religieux, certains en font une interprétation dans cette perspective. Ainsi, pour Râmakrishna « le Karma-yoga est la communion avec Dieu par le travail. » Pour Sri Aurobindo : « Accomplir les œuvres en union étroite et profonde communion avec le Divin en nous, avec l'Universel autour de nous et le Transcendant au-dessus de nous, ne pas se laisser enfermer dans le mental humain emprisonné et séparateur, ne pas être esclave de ses injonctions ignorantes et de ses suggestions étroites, c'est le Karma-Yoga. »
Il faut également placer le Karma-Yoga dans la perspective de l'hindouisme, qui utilise la notion de karma et celle de réincarnation qui en découle : il existe un élément permanent en chaque individu (le jivatman, l'âme individuelle) qui évolue au fil de ses vies successives, en fonction des effets des actions qu'il a réalisées (karma accumulé). Le but de l'évolution serait d'arriver à un point où le karma est épuisé, car alors l'élément permanent en nous n'aura plus besoin de se réincarner. Dans ce contexte, sachant que ce n'est pas l'action en soi qui crée du karma mais l'intention et l'état d'esprit avec lesquels elle est réalisée, la pratique du Karma-Yoga, en tant que voie d'action désintéressée où l'on ne se considère pas l'auteur de l'action mais l'agent d'une puissance divine, doit permettre précisément d'agir sans accumuler de karma. Ainsi, Swâmi Sivânanda disait : « Un même acte, s'il est accompli sans attachement, avec une bonne attitude mentale, sans espoir d'un profit, avec indifférence à l'égard du succès ou de l'échec, n'ajoute pas un chaînon à la chaîne existante ».